# キイロシリアゲアリ
キイロシリアゲアリ (Crematogaster osakensis) は、ハチ目・アリ科・シリアゲアリ属に属する、シリアゲアリ属の一種である。
模式産地は大阪。このアリはヒアリと間違えられることがある。

## 形態
働きアリは2〜3mm、女王アリは5mm程度である。琥珀色をしている。他のシリアゲアリ属とも共通することであるが、後腹柄節が腹部の背方と接続するのでサソリの尾のように腹部を背方に持ち上げることができる。主に腹柄は２つ、触角は 11 節、棍棒は２節でからなる。他のフタフシアリ亜科同様に腹部の先端には毒針が発達する。またスエヒロシリアゲアリに似ている。

## 生態
営巣地は少し陰湿で雑草や蘚苔類に覆われたた地中または立木の腐朽部などである。結婚飛行は9~10月頃の夕方で、雄アリは不快害虫としても知られている。結婚飛行後の女王アリは団子状に集まる。灯りの近くにいることが多い。多女王制、また、春夏は甘味を求める。また、毒に蟻酸は含まれない。

## 分布
北海道（札幌），本州，四国，対馬，九州，屋久島，種子島，口永良部島，中之島，奄美大島；中国，朝鮮半島